# Доктор (Доктор Хто)
Доктор — головний персонаж науково-фантастичного серіалу BBC «Доктор Хто». Він — мандрівник у часі та просторі, що разом із різними супутниками, переважно сучасними людьми, досліджує Всесвіт і бореться з несправедливістю.
До цього часу дванадцять акторів виконували його роль. Зміни у зовнішності та характері пояснюються здатністю представників його виду — Володарів Часу — регенерувати із наближенням смерті. Британська газета «The Daily Telegraph» назвала Доктора найвідомішим прибульцем з космосу. Доктора у його поточному втіленні грає Девід Теннант. Теннант повернувся до виконання ролі Доктора на час спеціальних епізодів, присвячених 60-річчю серіалу. З початку нового сезону роль перейде до Шуті Гатва.

## Образ Доктора

### Характеристика персонажа
Доктор — Володар Часу — іншопланетянин із планети Галіфрей, який подорожує у часі і просторі у своїй машині часу — TARDIS. Доктор досліджує Всесвіт, мандруючи випадковими ерами і місцями. Він зазвичай має людей, які з ним подорожують — супутників. Більшість із них свідомо вирішили мандрувати з ним, але деякі є випадковими пасажирами, особливо це стосується класичних епізодів. У своїх пригодах Доктор з супутниками зустрічають іншопланетян, чудовиськ, стикаються зі згубними експериментами людей або ж просто природними аномаліями. У Доктора є постійні закляті вороги, такі як іншопланетяни далеки, кіборги кіберлюди, або Володар Часу на прізвисько Майстер. Щоразу врятуватися від негараздів і побороти зло йому допомагає знання науки, технології й історії, а також кмітливість і високі моральні якості. Доктор вирізняється гуманізмом і пацифізмом — він приходить на допомогу тим, хто опинився в скруті, уникає насилля і застосування будь-якої зброї. Втім, він не може зарадити, коли певна подія є зафіксованою точкою у часі й просторі, що визначає природний хід подій.
Хоча Володарі Часу зовні нагадують людей, їхня фізіологія відрізняться від людської у декількох ключових моментах. Наприклад, вони мають два серця (подвійну серцево-судинну систему), «обхідну дихальну систему», яка дозволяє залишатися довше без повітря. Внутрішня температура тіла — 15-16 градусів за Цельсієм. Доктор часто демонструє надлюдську витримку. Крім того, він може поглинати деякі види випромінювання і звільнятися від нього. У деяких епізодах також натякається, що Доктор може легко витримувати дуже низькі температури. Проте Володарі Часу також мають і слабкі місця, не притаманні людям. Так, в епізоді «Розум зла» Доктор стверджує, що пігулка аспірину може вбити його.
Як і всім Володарям Часу, Доктору властива регенерація, за якої тяжко поранене тіло набуває нової форми, змінюючи і характер. У шостому сезоні Другий Доктор стверджує, що Володарі Часу могли б жити вічно, якби не нещасні випадки. В епізоді «Безжалісний убивця» Доктор пояснює, що регенерація можлива дванадцять разів. У вступній частині фільму 1996 року Доктор підтверджує, що Володарі Часу мають тринадцять життів. Регенерація починається автоматично, коли Володар Часу при смерті, але не є обов'язковою. Так, в епізоді «Останній Володар Часу» Майстер відмовляється регенерувати і помирає на руках у Доктора.

### TARDIS
Доктор подорожує у машині часу під назвою TARDIS, замаскованій під англійську телефонну будку середини XX століття. Її назва є абревіатурою від Time And Relative Dimension In Space (Час і відносна відстань у просторі). Цей апарат всередині має більший простір, ніж видно зовні. З кожною регенерацією Доктора TARDIS змінює свій інтер'єр і зовнішній вигляд, але через поломку не здатна замаскуватися під щось, крім будки. В певному розумінні машина часу жива та може діяти самостійно. В епізоді «Воєнні ігри» стверджується, що Доктор викрав свою TARDIS з музею. Можливо, саме тому Доктор ніколи не міг впоратись із управлінням нею. В епізоді «Кінець мандрівки» Десятий Доктор зазначає, що TARDIS розрахована на шістьох пілотів, аби бути цілком керованою.

### «Доктор Хто?»
Замовчування Доктором його справжнього імені неодноразово спричиняло ситуації, коли його намагаються ідентифікувати, запитуючи «Доктор Хто?». У першому епізод Барбара називає Доктора доктором Форманом, використовуючи прізвище, яке взяла собі його онука. Проте, коли він каже, що Форман — не його прізвище, Єн із запалом питає «Тоді хто він? Доктор Хто?».
У поновленому серіал Роуз Тайлер знаходить інформацію про Доктора на сайті, що має назву «Доктор Хто?» В першому епізоді сьомого сезону поновленого серіалу дівчина на ім'я Освін Освальд видалила усю інформацію про Доктора у телепатичному каналі далеків. У кінці серії далеки просять у Доктора ідентифікувати його, а, отримавши відповідь про те, що він Доктор, починають запитувати «Доктор Хто? Доктор Хто?».

## Біографія

### Дитинство
Доктор походить, як показано в епізоді «Позачасові діти», з іншого всесвіту. Ще до того, як стати Доктором, це була дівчинка, котру знайшла предтеча Володарів Часу, Тектеюн. Вона випадково виявила здатність дитини до регенерації та, експериментуючи над нею, зуміла дати цю здатність своєму народу. Так виникли Володарі Часу, а дитині було стерто спогади та створено їй нову особистість — Доктора.
Про дитинство першого Доктора відомо мало. У класичному серіалі часто згадується, що він навчався в Академії. Одним із його викладачів був Боруса, а серед інших учнів — Майстер і Рані, які зрештою стали його смертельними ворогами. Восьмий Доктор у повнометражному фільмі був першим, хто згадав про своє дитинство. Він розповідав Ґрейс Холовей, що любив спостерігати з батьком метеорний дощ.
У першій серії третього сезону Сміт і Джонс на питання Марти, чи має він хоча би брата, Доктор відповідає: «Більше ні». Із чого можна зробити висновок, що брата він таки мав.
В епізоді «Дівчина з каміну» маркіза де Помпадур під час телепатичного сеансу спостерігала дитинство Доктора і сказала, що воно було дуже самотнім. З епізоду «Часовий монстр» відомо, що Доктор виріс у будиночку на схилі гори. Також він каже, що біля його будинку під деревом жив відлюдник, який втішав його, коли він був пригнічений.
У дитинстві Доктор і Майстер були найкращими друзями. Втім, вони ними реально і залишаються, хоча поводяться як найзатятіші вороги. В епізоді «Звук барабанів» Доктор розповідає, що у віці восьми років Володарі Часу проходять ініціацію, під час якої юні діти Галіфрею мають зазирнути у вихор часу. За його словами, це видовище надихає одних і пригнічує інших, а декого робить божевільним (як, наприклад, Майстра). Про себе ж він сказав, що був серед тих, хто втік з ініціації.

### Сім'я
Посилання на родину Доктора дуже рідкісні у серіалі. Протягом перших двох сезонів Доктор мандрував зі своєю онукою С'юзан Форман. Також, як було зазначено вище, можливо, він мав брата. Другий Доктор казав, що його сім'я зринає у нього в пам'яті, коли він хоче, щоб вони були, а в інші моменти — вони сплять. В епізоді «Прокляття Фенріка» Сьомий Доктор на питання, чи має він сім'ю, відповідає, що не знає. Найімовірніше, мається на увазі, що йому невідома доля рідних.
В епізоді «Бійтеся її» Доктор каже Роуз, що колись був батьком, проте одразу ж змінює тему. Теж саме він повторює і Донні в епізоді «Донька Доктора», коли вона каже, що у Доктора класичний «шок татуся». Він також каже, що втратив сім'ю під час Війни Часу. У цьому епізоді з викраденого генетичного матеріалу Доктора було створено дівчину-солдата Дженні, яка технічно є Докторовою донькою (її роль виконала Джорджія Моффет, яка є донькою Пітера Девісона).
В епізоді «Порожня дитина» лікар Константин каже Докторові: «До початку війни я був і батьком, і дідусем. Але зараз — ні. Я просто доктор». На це Дев'ятий Доктор відповідає: «Так… Я знаю це відчуття». В епізоді «Не моргай» Доктор каже, що ніколи не почувався добре на весіллях, навіть на власному.
В останньому епізоді тридцять четвертого сезону «Смерть у раю» Клара Освальд, видаючи себе за Доктора, розповідає кіберлюдям його біографію. Вона каже їм, що Доктор був чотири рази одружений і всі чотири рази залишився вдівцем. Також вона розповідає, що в нього є діти й онуки, а також дочка-негаліфрейка, штучно створена з його ДНК.

### Вік
Точний вік Доктора невідомий і не піддається точному підрахунку. Точних цифр названо не було, можна лише припустити що реальний вік Доктора може перевищувати мільйони років (10 епізод 12 сезону). Сам Доктор цього не пам'ятає, бо правителі Галліфрея кожен раз стирали йому пам'ять, змушуючи регенерувати в дитину і проживати повністю нове життя.
Сам Доктор в різний час стверджував, що йому:
- 450 років (Гробниця кіберлюдей, 1-я серія 5 сезону);
- 800 років («День Доктора», ювілейний випуск до п'ятдесятиріччя серіалу);
- 900 років («Роуз», 1-я серія 1-го сезону);
- 903 років («Шляхи розходяться», 13-я серія 1-го сезону);
- 906 років («Кінець часу. Частина друга», 18-я серія 4-го сезону);
- 907 років («Плоть і камінь», 5-я серія 5-го сезону);
- 909 років («Неможливий астронавт» 1-я серія 6-го сезону);
- 953 років («Час і Рані», 7 доктор, 24 серія, 1 сезону);
- 1200 років («Місто під назвою "Милосердя"», 3-я серія 7-го сезону);
- пізніше Доктор знову сказав, що йому 1200 років з гаком, мотивувавши тим, що збився з рахунку («День Доктора», ювілейний випуск до п'ятдесятиріччя серіалу);
- більше 2000 років («Глибокий вдих», 12 доктор, 1-я серія 8-го сезону);
- З огляду на події серії «Час Доктора», (Доктор перебував на Трензалорі приблизно 900 років) приблизний вік Доктора складає 2100 років, що він сам і підтверджує в серії «Глибокий вдих»: «Я Доктор, я прожив більше двох тисяч років»;
- У аудіопьесі «Орбіс» Восьмий Доктор провів на планеті 900 років, з урахуванням яких, йому близько 3000, однак наступні втілення цього не згадують;
- У передостанній серії 9 сезону («Посланий з небес») Доктор проводить в сповідувальному диску більше 4,5 мільярдів років. Що проте не враховується при підрахунку його віку. У 10 сезон Доктор стверджує, що йому 2000 років та 2200 років, але це найімовірніше через те, що в сповідувальному диску він неодноразово клонувати і не проживав такий проміжок часу одним тілом і розумом;
- «Мільярдів років» —  («Смішок», 14 доктор, 3-я серія ювілейного випуску до шестидесятиріччя серіалу).

Існує теорія, що Доктор не знає, скільки йому років. Він збився з рахунку, бо постійні подорожі в часі роблять дуже важкою задачу підрахунку віку. Ця теорія, під якою підписався продюсер, сценарист і режисер Доктора Хто, Стівен Моффат, в інтерв'ю з журналом SFX (травень, 2010): «Це те, чого я продовжую дотримуватися — Доктор не знає свого віку. Він бреше. Звідки він може знати, тільки якщо він не відзначає свій вік на стіні? Йому може бути 8 тисяч років, йому може бути мільйон. Він не має ні найменшого поняття. Йому і календар не допоможе».
Також Восьмий Доктор одного разу сказав, що він не обов'язково завжди використовує один і той самий значення слова «рік», коли говорить про свій вік.

## Розробка образу
Образ Доктора було вигадано директором ВВС Сідні Н'юменом. Перший сценарій, якому потім судилося перерости у сценарій серіалу «Доктор Хто», носив робочу назву «The Troubleshooters». У березні 1963 року ідею розвинув С. Е. Веббер, якого було запрошено допомогти проєкту. У варіанті Веббера головний герой був описаний як «зрілий чоловік 35-40 років із деякими дивацтвами у поведінці». Проте Н'юмен не пристав на всі пропозиції, створивши альтернативний образ — старигана, який мандрує у викраденій машині часу — якого він назавав «Доктор Хто». Таким чином, Доктор Хто існує з травня 1963 року.
Першим актором, який зіграв Доктора був Вільям Гартнелл. Але через три роки він змушений був залишити серіал через проблеми зі здоров'ям, і роль дісталася Патріку Тротону. Донині вважається, що Доктора грало одинадцять акторів (хоча у 1975 році, коли Хартнелл уже помер, в спецепізоді «П'ять Докторів» роль Першого Доктора виконав Річард Харндол, і таким чином, акторів, що виконували цю роль є дванадцять). Серед усіх цих втілень найкращими визнають Четвертого і Десятого Докторів, яких зіграли відповідно Том Бейкер і Девід Теннант. Нинішнього, Тринадцятого Доктора грає Джоді Віттакер, яка стала першою жінкою-виконавицею цієї ролі.
На початку серіалу про Доктора невідомо нічого, навіть його імені. У найпершому епізоді «Неземне дитя» двоє вчителів Барбара Райт і Єн Честертон заінтриговані однією ученицею, С'юзан Форман, яка демонструє неабиякі знання з усіх предметів. Вони простежили за нею до звалища старих автомобілів. Там вони почули її голос і голос якогось чоловіка, які долинали з того, що видавалось поліцейською будкою. Зайшовши до неї, вони виявили, що вона значно більш зсередини, ніж зовні. Старий, якого С'юзан називає дідусем, викрадає вчителів, щоб вони не повідомили нікого про їхнє місце розташування, і вирушає у доісторичну епоху. Згодом вони почали мандрувати разом.

## Зміна акторів

### Регенерація
Зміна акторів, які виконували роль Доктора пояснюється здатністю Володарів Часу регенерувати. Основне призначення регенерації — омолоджувати організм. Так, Другий Доктор повинен був бути дійсно молодшим за Першого. Малося на увазі, що Доктор скинув із себе декілька сотень років. Проте насправді, коли Другий Доктор назвав свій вік, то виявилося, що він зростає, а не зменшується. Хоча, за збігом обставин, кожен новий актор, який грав Доктора, був, зазвичай, молодшим за попереднього. Ця тенденція була порушена тільки при регенерації Другого Доктора у Третього і П'ятого у Шостого.
Через те, що між Восьмим і Дев'ятим Докторами було втілення під ім'ям Воїн без номера, а Десятий Доктор фактично регенерував двічі (спрямував енергію регенерації на власну руку в епізоді Кінець подорожі, що спричинило появу мета-кризового Доктора), Одинадцятий Доктор фактично був 13-им і останнім втіленням Доктора. Проте у серії Час Доктора Володарі часу дали Доктору новий цикл регенерацій, таким чином після Дванадцятого Доктора може бути ще 12 втілень.

### Зустрічі різних втілень
Інколи траплялося так, що між собою зустрічалися різні втілення Доктора. Нижче наведено список таких зустрічей
| К-сть Докторів | Номери Докторів                                                         | Епізод            | Позначки |
| -------------- | ----------------------------------------------------------------------- | ----------------- | --- |
| 3              | Перший, Другий, Третій                                                  | Три Доктори       | Спочатку планувалося, що роль Хартнелла буде більшою, проте через стан здоров'я він не зміг взяти активну участь |
| 5              | Перший, Другий, Третій, П'ятий                                          | П'ять Докторів    | Роль Першого Доктора виконав Річард Харндол. Том Бейкер відмовився брати участь у епізоді, пояснюючи це тим, що минуло надто мало часу відтоді, як він залишив серіал. Щоб зобразити Четвертого Доктора, було використано нарізки із епізодів за його участю                                                                                         |
| 2              | Другий, Шостий                                                          | Два Доктори       | |
| 7              | Перший, Другий, Третій,Четвертий П'ятий, Шостий, Сьомий                 | Виміри часу       | Спеціальний випуск до 30-річчя серіалу. Для зображення Першого і Другого Докторів використано кліпи. |
| 2              | П'ятий, Десятий                                                         | Аварія в часі     | Спецепізод для передачі «Діти у злиднях». |
| 3              | Воїн, Десятий, Одинадцятий                                              | День Доктора      | Повнометражний фільм до 50-річчя серіалу. |
| 2              | Дванадцятий і Перший                                                    | Двічі в часі      | Різдвяний спецепізод, де Дванадцятий регенерує у Тринадцятого. |
| 2              | Тринадцятий і Невідомий Доктор                                          | «Втікач джудунів» | У серії було представлено невідому інкарнацію Лікаря у виконанні Джо Мартін. |
| 2              | Тринадцятий і Невідомий Доктор                                          | «Позачасові діти» | Поява інкарнації Лікаря у виконанні Джо Мартін. |
| 7              | Тринадцятий, Невідомий Доктор, Перший, П'ятий, Шостий, Сьомий і Восьмий | «Сила Доктора»    | Спецвипуск присвячений 100-річчю створення BBC. В епізоді взяли участь Девід Бредлі, який раніше з'являвся в серіалі в ролі Першого Доктора. Також в епізоді взяли участь Пітер Девісон, Колін Бейкер, Сильвестр Мак-Кой, Пол Мак-Ґанн (які грали П'ятого, Шостого, Сьомого і Восьмого Докторів), а також інкарнація Доктора у виконанні Джо Мартін. |
| 2              | Чотирнадцятий, П'ятнадцятий                                             | «Смішок»          | Третій спецвипуск присвячений 60-річчю серіалу. |